# Gransjön (Rumskulla socken, Småland)
Gransjön är en sjö i Rumskulla socken i Vimmerby kommun, Småland och ingår i Motala ströms huvudavrinningsområde. Sjön har en area på 0,0562 kvadratkilometer och ligger 161,7 meter över havet.

## Delavrinningsområde
Gransjön ingår i det delavrinningsområde (639878-148294) som SMHI kallar för Mynnar i Stångån. Medelhöjden är 202 meter över havet och ytan är 24,9 kvadratkilometer. Räknas de 2 avrinningsområdena uppströms in blir den ackumulerade arean 68,77 kvadratkilometer. Lillån som avvattnar avrinningsområdet har biflödesordning 3, vilket innebär att vattnet flödar genom totalt 3 vattendrag innan det når havet efter 237 kilometer. Avrinningsområdet består mestadels av skog (76 procent) och jordbruk (13 procent). Avrinningsområdet har 0,15 kvadratkilometer vattenytor vilket ger det en sjöprocent på 0,6 procent.